# Louise de Brézé
Louise de Brézé (* um 1518; † Januar 1577), Dame d’Anet, war eine französische Aristokratin der Renaissance aus dem Haus Brézé.

## Leben
Louise de Brézé war die zweite und jüngste Tochter von Louis de Brézé, Comte de Maulévrier, Großseneschall der Normandie († 1532), und Diane de Poitiers, Duchesse de Valentinois et d’Étampes. König Karl VII. und Agnès Sorel waren ihre Urgroßeltern. Ihre Schwester war Françoise de Brézé, Gräfin von Maulévrier, die 1538 Robert IV. de La Marck heiratete, den späteren Herzog von Bouillon und Marschall von Frankreich.
Sie war von 1539 bis 1543 Fille d’Honneur der Königin Eleonore von Kastilien, von 1547 bis 1560 der Königin Caterina de’ Medici, 1560 Première Dame der Königin Maria Stuart und von 1571 bis 1574 Dame d’Honneur der Königin Elisabeth von Österreich.
Sie erbte 1566 von ihrer Mutter das Schloss Anet, wo sie ein Mausoleum in der an das Schloss angrenzenden Kapelle errichten ließ. Diese Notre-Dame-Kapelle (genannt Chapelle de Diane) wurde mit einer Rente von 400 Livres ausgestattet, um sechs Kanoniker, zwei Enfants de Chœur und einen Geistlichen zu finanzieren. Louise de Brézé war auch dafür verantwortlich, dass die Privilegien des von ihrer Mutter gegründeten Hospizes (Hôtel-Dieu) für zwölf Witwen und sechs junge Frauen bis zu deren Heirat aufrechterhalten blieben.

## Ehe und Familie
Louise de Brézé heiratete am 1. August 1547 Claude de Lorraine (1526–1573), Marquis de Mayenne und 1550 Herzog von Aumale, Pair von Frankreich, Bruder von François de Lorraine, duc de Guise (1519–1563) und von Marie de Guise, Königin von Schottland (1515–1560). Ihre Kinder waren:
- Henri (* 21. Oktober 1549[4] in Saint-Germain-en-Laye; † August 1559), Comte de Saint-Vallier
- Catherine Romula (* 8. November 1550 in Saint-Germain-en-Laye; † 25. Juni 1606), 1577 Dame d’Honneur der Königin Louise de Lorraine-Vaudémont; ⚭ 11. Mai 1569 Nicolas de Lorraine (* 17. Oktober 1524 in Bar-le-Duc; † 24. Januar 1577 in Nomeny), 1544–1545 Bischof von Metz, 1544–1548 Bischof von Verdun, 1548 Comte de Vaudémont, 1563 Prince de Mercœur, 1569 Duc de Mercœur
- Madeleine Diane (alias Marguerite,* 5. Februar 1554, † jung)
- Charles (* 23. Januar 1556[5]; † 1631 in Brüssel), 1573 Duc d’Aumale, Pair de France, Großjägermeister von Frankreich, Gouverneur von Picardie; ⚭ (Ehevertrag vom 10. November 1576 mit päpstlichem Dispens) Marie de Lorraine (* 22. August 1555[6]; † um 1605[7]), Tochter von René de Lorraine, Marquis d’Elbeuf, und Louise de Rieux; Comtesse d’Harcourt
- Diane (* 10. November 1558; † 25. Juni 1586 in Ligny), von 1582 bis 1587 Dame d’Honneur der Königin Louise de Lorraine-Vaudémont; ⚭ 15. November 1576[8] François de Luxembourg († 1638), 1581 Duc de Piney, Pair de France, Prince de Tingry, Comte de Roucy et de Ligny (* um 1542; † 30. September 1613)
- Antoinette (* 9. Juni 1560 in Nancy; † jung), Äbtissin von Faremoutiers
- Antoinette Louise (* 29. September 1561 in Joinville; † 24. August 1643 in Soissons), 1593 Äbtissin zu Soissons
- Antoine (* 1. November 1562; † jung), Comte de Saint-Vallier
- Claude (* 10. Februar 1564[9]; † 3. Januar 1591 in Saint-Denis), genannt  Chevalier d’Aumale, Malteserordensritter, Abt von Saint-Pere in Chartres, Abt von Le Bec, General der Galeeren der Katholischen Liga
- Marie (* 10. Januar 1565; † 27. Januar 1627), 1579 Äbtissin von Chelles
- Charles (* 24. Dezember 1566; † 7. Mai 1568 in Paris)

Am 3. März 1573 wurde der Herzog von Aumale, der unter dem Oberkommando des Herzogs von Anjou und späteren Königs Heinrich III. an der Belagerung von La Rochelle teilnahm, durch einen Kanonenschuss getötet.